# اس‌امپرازول
اس‌امپرازول(به انگلیسی: Esomeprazole)، که با نام تجاری Nexium و دیگر نام‌ها فروخته می‌شود، داروییست جهت کاهش اسید معده که برای درمان بیماری ریفلاکس معده، زخم معده و سندرم زولینگر–الیسون استفاده می‌شود. اثربخشی این دارو مشابه سایر بازدارنده‌های پمپ پروتون (PPI) است وبه شکل خوراکی یا تزریق وریدی تجویز می‌شود.
عوارض جانبی شایع شامل سردرد، یبوست، خشکی دهان و شکم درد است. عوارض جانبی جدی ممکن است شامل آنژیوادم، عفونت کلستریدیوم دیفیسیل و ذات الریه باشد. به نظر می‌رسد استفاده در دوران بارداری بی خطر است، در حالی که ایمنی آن در دوران شیردهی مشخص نیست. اس‌امپرازول ایزومر-(S)-(−) امپرازول است که با انسداد H+/K+-ATPase در سلول‌های جداری معده عمل می‌کند.
اس‌امپرازول در سال ۱۹۹۳ ثبت اختراع شد و در سال ۲۰۰۰ برای استفاده پزشکی مورد تأیید قرار گرفت. در برخی کشورها به عنوان دارو ژنریک و داروی بدون نسخه عرضه می‌شود. در سال ۲۰۱۷، با بیش از نه میلیون نسخه، ۸۸مین داروی رایج در ایالات متحده بود. این دارو بصورت بدون نسخه در ایالات متحده نیز موجود است.